# 南木达镇
南木达乡，是中华人民共和国四川省阿坝藏族羌族自治州壤塘县下辖的一个乡镇级行政单位。

## 行政区划
南木达乡下辖以下地区：
直属村、下炎村、阿加村、南木达村、三郎村、康旭村和阿斯玛村。